# Frauen-Bundesliga
La Frauen-Bundesliga (lega (calcistica) federale femminile), dalla stagione 2023-2024 ufficialmente indicata Google Pixel Frauen-Bundesliga per motivi di sponsorizzazione, è la massima divisione del campionato tedesco femminile di calcio posta sotto l'egida della Federcalcio tedesca (DFB).
Venne istituita nel 1990 a seguito della riforma dei campionati femminili tedeschi precedentemente strutturati con qualificazioni regionali e finali di tipo coppa a partire dagli ottavi di finale.

## Formato
La formula del campionato è un girone all'italiana di 12 squadre con 11 gare di andata e 11 di ritorno per un totale di 22 giornate, con apertura ad agosto e conclusione a maggio. Il sistema di assegnazione del punteggio prevede 3 punti per la squadra vincitrice dell'incontro, 1 punto a testa in caso di pareggio e nessun punto per la squadra sconfitta. Le prime due classificate accedono alla UEFA Women's Champions League della stagione successiva. Le ultime due squadre classificate retrocedono in 2. Frauen-Bundesliga.

## Le squadre
Sono 31 le squadre ad aver preso parte ai 19 campionati di Frauen-Bundesliga disputati dal 2006-2007 alla stagione 2024-2025 (in grassetto quelle partecipanti alla stagione in corso):
- 19 volte: Bayern Monaco, Eintracht Francoforte, SGS Essen, Wolfsburg
- 18 volte: Friburgo, Turbine Potsdam
- 16 volte: MSV Duisburg
- 14 volte: Bayer Leverkusen
- 12 volte: Hoffenheim
- 11 volte: Jena
- 8 volte: Werder Brema, Sand
- 7 volte: Colonia, Bad Neuenahr
- 6 volte: Amburgo
- 3 volte: Herforder, Saarbrücken, Crailsheim
- 2 volte: Carl Zeiss Jena, RB Lipsia, Meppen, Borussia M'gladbach, Sindelfingen
- 1 volta: Norimberga, Cloppenburg, Gütersloh, Lokomotive Lipsia, TeBe Berlino, Wattenscheid 09, Heike Rheine, Brauweiler Pulheim

### Organico 2024-2025
| Club                  | Stagione | Città                 | Stadio                   | Stagione precedente              |
| --------------------- | -------- | --------------------- | ------------------------ | -------------------------------- |
| Bayer Leverkusen      | dettagli | Leverkusen            | Ulrich-Haberland-Stadion | 6* posto in Frauen-Bundesliga    |
| Bayern Monaco         | dettagli | Monaco di Baviera     | FC Bayern Campus         | 1* posto in Frauen-Bundesliga    |
| Carl Zeiss Jena       | dettagli | Jena                  | Ernst-Abbe-Sportfeld     | 2º posto in 2. Frauen-Bundesliga |
| Colonia               | dettagli | Colonia               | Franz-Kremer-Stadion     | 10* posto in Frauen-Bundesliga   |
| Eintracht Francoforte | dettagli | Francoforte sul Meno  | Stadion am Brentanobad   | 3* posto in Frauen-Bundesliga    |
| Friburgo              | dettagli | Friburgo in Brisgovia | Schwarzwald-Stadion      | 9* posto in Frauen-Bundesliga    |
| Hoffenheim            | dettagli | Hoffenheim            | Stadio Dietmar Hopp      | 5* posto in Frauen-Bundesliga    |
| RB Lipsia             | dettagli | Lipsia                | Centro sportivo Cottaweg | 8* posto in Frauen-Bundesliga    |
| SGS Essen             | dettagli | Essen                 | Stadion Essen            | 4* posto in Frauen-Bundesliga    |
| Turbine Postdam       | dettagli | Potsdam               | Karl-Liebknecht-Stadion  | 1º posto in 2. Frauen-Bundesliga |
| Werder Brema          | dettagli | Brema                 | Weserstadion Platz 11    | 7* posto in Frauen-Bundesliga    |
| Wolfsburg             | dettagli | Wolfsburg             | AOK Stadion              | 2* posto in Frauen-Bundesliga    |

## Albo d'oro

### Frauen-Bundesliga
- 1990-1991:  TSV Siegen
- 1991-1992:  TSV Siegen
- 1992-1993:  Niederkirchen
- 1993-1994:  TSV Siegen
- 1994-1995:  FSV Francoforte
- 1995-1996:  TSV Siegen
- 1996-1997:  Grün-Weiß Brauweiler
- 1997-1998:  FSV Francoforte
- 1998-1999:  1. FFC Francoforte
- 1999-2000: MSV Duisburg
- 2000-2001:  1. FFC Francoforte
- 2001-2002:  1. FFC Francoforte
- 2002-2003:  1. FFC Francoforte
- 2003-2004:  Turbine Potsdam
- 2004-2005:  1. FFC Francoforte
- 2005-2006:  Turbine Potsdam
- 2006-2007:  1. FFC Francoforte
- 2007-2008:  1. FFC Francoforte
- 2008-2009:  Turbine Potsdam
- 2009-2010:  Turbine Potsdam
- 2010-2011:  Turbine Potsdam
- 2011-2012:  Turbine Potsdam
- 2012-2013:  Wolfsburg
- 2013-2014:  Wolfsburg
- 2014-2015:  Bayern Monaco
- 2015-2016:  Bayern Monaco
- 2016-2017:  Wolfsburg
- 2017-2018:  Wolfsburg
- 2018-2019:  Wolfsburg
- 2019-2020:  Wolfsburg
- 2020-2021:  Bayern Monaco
- 2021-2022:  Wolfsburg
- 2022-2023:  Bayern Monaco
- 2023-2024:  Bayern Monaco
- 2024-2025:  Bayern Monaco

## Statistiche

### Vittorie per squadra
| Squadra              | Titoli | Stagioni                                                                    |
| -------------------- | ------ | --------------------------------------------------------------------------- |
| Wolfsburg            | 7      | 2012-2013, 2013-2014, 2016-2017, 2017-2018, 2018-2019, 2019-2020, 2021-2022 |
| 1. FFC Francoforte   | 7      | 1998-1999, 2000-2001, 2001-2002, 2002-2003, 2004-2005, 2006-2007, 2007-2008 |
| Bayern Monaco        | 6      | 2014-2015, 2015-2016, 2020-2021, 2022-2023, 2023-2024, 2024-2025            |
| Turbine Potsdam      | 6      | 2003-2004, 2005-2006, 2008-2009, 2009-2010, 2010-2011, 2011-2012            |
| TSV Siegen           | 4      | 1990-1991, 1991-1992, 1993-1994, 1995-1996                                  |
| FSV Francoforte      | 2      | 1994-1995, 1997-1998                                                        |
| MSV Duisburg         | 1      | 1999-2000                                                                   |
| Grün-Weiß Brauweiler | 1      | 1997-1998                                                                   |
| Niederkirchen        | 1      | 1992-1993                                                                   |